# Radford University
Die Radford University ist eine staatliche, geisteswissenschaftliche Universität in Radford im Südwesten des US-Bundesstaates Virginia. Die Hochschule wurde 1910 gegründet. Derzeit sind hier 9.552 Studenten eingeschrieben.

## Sport
Die Sportteams der Radford University sind die Highlanders. Die Hochschule ist Mitglied der Big South Conference.

## Persönlichkeiten
- Chris Oliver, Basketballspieler